# Oleg Olegowitsch Orechowski
Oleg Olegowitsch Orechowski (russisch Олег Олегович Ореховский; * 3. November 1977 in Norilsk, Russische SFSR) ist ein ehemaliger russischer Eishockeyspieler und jetziger -trainer.

## Karriere
Oleg Orechowski begann seine Karriere als Eishockeyspieler beim HK Dynamo Moskau, für dessen Profimannschaft er in der Saison 1994/95 sein Debüt in der Internationalen Hockey-Liga gab. In seinem Rookiejahr bereitete er in 30 Spielen ein Tor vor und gewann mit seiner Mannschaft auf Anhieb den GUS-Meistertitel. In der folgenden Spielzeit war er mit Dynamo im IHL-Pokal erfolgreich. Von 1996 bis 2003 trat der Verteidiger mit Dynamo Moskau in der russischen Superliga an und gewann mit seiner Mannschaft in der Saison 1999/2000 erstmals den russischen Meistertitel. Zur Saison 2003/04 wechselte der ehemalige Nationalspieler innerhalb der Superliga zum HK Awangard Omsk, mit dem er am Ende der Spielzeit ebenfalls Meister wurde. Kurz nach Beginn der Saison 2004/05 verließ er Awangard und kehrte zum HK Dynamo Moskau zurück, mit dem er erneut Russischer Meister wurde. Im Anschluss an die Saison 2007/08 beendete er seine aktive Karriere im Alter von 30 Jahren.
In der Saison 2010/11 war Orechowski als Assistenztrainer des HK Scheriff aus der multinationalen Nachwuchsliga Molodjoschnaja Chokkeinaja Liga tätig. Zur Saison 2012/13 wurde er von Witjas Tschechow aus der Kontinentalen Hockey-Liga ebenfalls als Assistenztrainer verpflichtet. Im Januar 2014 wurde er zum Cheftrainer bei Witjas befördert und blieb es bis zum November 2015, als er nach acht Niederlagen in Serie entlassen wurde.
Zu Beginn der Saison 2016/17 war Orechowski Assistenztrainer von Neftechimik Nischnekamsk, ehe er im Oktober 2016 entlassen wurde. Im September 2017 fand er im HK Sotschi einen neuen Arbeitgeber, bei dem er in gleicher Position wie zuvor engagiert war. 2018/19 war er Assistenztrainer bei seinem Heimatverein, dem HK Dynamo Moskau. Zwischen 2019 und 2021 war er als Assistenztrainer beim HK Sibir Nowosibirsk beschäftigt, 2021/22 in gleicher Position bei Dinamo Riga und seit 2022 bei Awtomobilist Jekaterinburg.

### International
Für Russland nahm Orechowski im Juniorenbereich an den U18-Junioren-Europameisterschaften 1994 und 1995 sowie der U20-Junioren-Weltmeisterschaft 1997 teil. Bei der U18-EM 1994 gewann er mit seiner Mannschaft die Silber-, bei der U20-WM 1997 die Bronzemedaille. 
Im Seniorenbereich stand er im Aufgebot seines Landes bei der Weltmeisterschaft 2001. 

## Erfolge und Auszeichnungen
- 1995 GUS-Meister mit dem HK Dynamo Moskau
- 1996 IHL-Pokalsieger mit dem HK Dynamo Moskau
- 2000 Russischer Meister mit dem HK Dynamo Moskau
- 2004 Russischer Meister mit dem HK Awangard Omsk
- 2005 Russischer Meister mit dem HK Dynamo Moskau

### International
- 1994 Silbermedaille bei der U18-Junioren-Europameisterschaft
- 1997 Bronzemedaille bei der U20-Junioren-Weltmeisterschaft